# Ayahuasca (Band)
Ayahuasca ist eine deutsche Progressive-Death-Metal-Band aus Köln, die im Jahr 2013 gegründet wurde.

## Geschichte
Ayahuasca wurde 2013 von Jannik Bremerich und Kirill Gromada gegründet nachdem die zwei zuvor auch schon bei der Band I, Nero zusammenarbeiteten. Der Name der Band leitet sich von Ayahuasca ab, einem halluzinogenen Trank aus dem Amazonasbecken in Südamerika, der den dortigen Ureinwohnern zur Bewusstseinserweiterung dient.
Die beiden Gründungsmitglieder fanden in den folgenden zwei Jahren schnell weitere Musiker für ihr Projekt mit Oliver Hennicke (2. Gitarre) und Niels Groening (Bass), mit welchen sie zuvor bei Hate Seven und I, Nero zusammenarbeiteten. Zunächst komponierte die Band ihre Songs nur instrumental, bis 2014 Sliman Abu Sitta als Vocalist der Band beitrat.
In den folgenden Jahren traten der Band verschiedene weitere Künstler bei: Julien Zeiler (Percussion, Clean Vocals), Eduardo Vizzarro (3. Gitarre), Timmy Peligro (Percussion, Clean Vocals) und Michel Kay (Percussion). Vizzarro schloss sich der Band an, nachdem dieser mit einem Feature seiner Band Act of Worship auf der Instinct EP durch seine Solos und feinen Melodielinien auf sich aufmerksam machte. Mit dieser Aufstellung war der Klang für die erste EP Instinct gefunden, welche die mittlerweile achtköpfige Band am 18. August 2015 veröffentlichte.
2016 war die Band schließlich zum ersten Mal mit Bands wie Animals as Leaders, Enslaved, Intronaut, Ne Obliviscaris und Black Crown Initiate auf dem Euroblast Festival in Köln zu sehen.
Im Folgejahr trat Ayahuasca als Vorband für Max Cavalera & Igor Cavalera bei einigen Shows deren Return to Roots Tour auf. Außerdem spielte die Band im gleichen Jahr mehrere Auftritte in Frankreich im Rahmen einer ersten Tour und war im August 2017 auf dem Free & Easy Festival in München unter anderem mit der Band Vola zu sehen.
2018 erschien mit Beneath the Mind bei Crawling Chaos Records schließlich das Debütalbum der Band. Mit diesem präsentierte sich die Band auf dem Euroblast Festival 2018 wo sie unter anderem zusammen mit Bands wie Caligula's Horse, Circles und Hatesphere auftrat.
Von 2018 bis 2021 veröffentlichte die Band die drei Songs Abyss, Eternal Embrace und Cendres et Ruines als Singleauskopplung mit jeweils eigens produzierten Musikvideos auf YouTube.
Im Oktober 2024 spielte Ayahuasca erneut auf dem Euroblast Festival in Köln.
Aktuell arbeitet die Band an ihrem zweiten Album.

## Stil
Die Band bezeichnet sich selbst als experimentelle Metal-Band, die sich durch unterschiedlichste Musikgenres inspirieren lässt. Nach eigenen Angaben werden dabei besonders Elemente aus Death- und Progressive Metal genutzt aber auch Elemente aus Progressive Rock und World Music werden in die Songstrukturen eingebaut. Die Band bezeichnet sich außerdem selbst als eine multikulturelle Band mit Mitgliedern aus Deutschland, Polen, Chile, Kolumbien, Madagaskar, Palästina, Ukraine und Italien, wodurch eine Vielzahl an Einflüssen und Instrumenten in die Songs eingebracht werden. Dadurch ergeben sich, die für die Band typischen langen Spielzeiten, komplexe erzählerische Strukturen und drastische Wechsel der Stimmung ihrer Songs.
Als Haupteinflüsse nennt die Band selbst Gojira, Opeth, Porcupine Tree, Morbid Angel, Bloodbath, Mastodon, Sepultura, King Crimson und Gorguts.

## Diskografie

### Singles
- 2018: Abyss
- 2018: Eternal Embrace
- 2021: Cendres et Ruines

### EPs
- 2015: Instinct

### Alben
- 2018: Beneath the Mind